# Céramic Hôtel
Le Céramic Hôtel est un hôtel de style Art nouveau construit en 1904 par Jules Lavirotte, situé à Paris, en France.

## Localisation
L'hôtel est situé dans le 8e arrondissement de Paris, au 34, avenue de Wagram.

## Description
L'édifice est un immeuble en béton armé. Sa façade est de style Art nouveau, recouverte sur les trois premiers étages de grès flammé (d'où le nom de l'établissement). Il compte 57 chambres. Le prix moyen est de 133 euros.

## Historique
L'hôtel est construit en 1904 par l'architecte Jules Lavirotte. Les céramiques sont réalisées par le céramiste Alexandre Bigot, les sculptures par Camille Alaphilippe. L'immeuble est lauréat de l'édition 1905 du concours de façades de la ville de Paris.
La façade et la toiture sur rue de l'édifice sont inscrites au titre des monuments historiques en 1964.

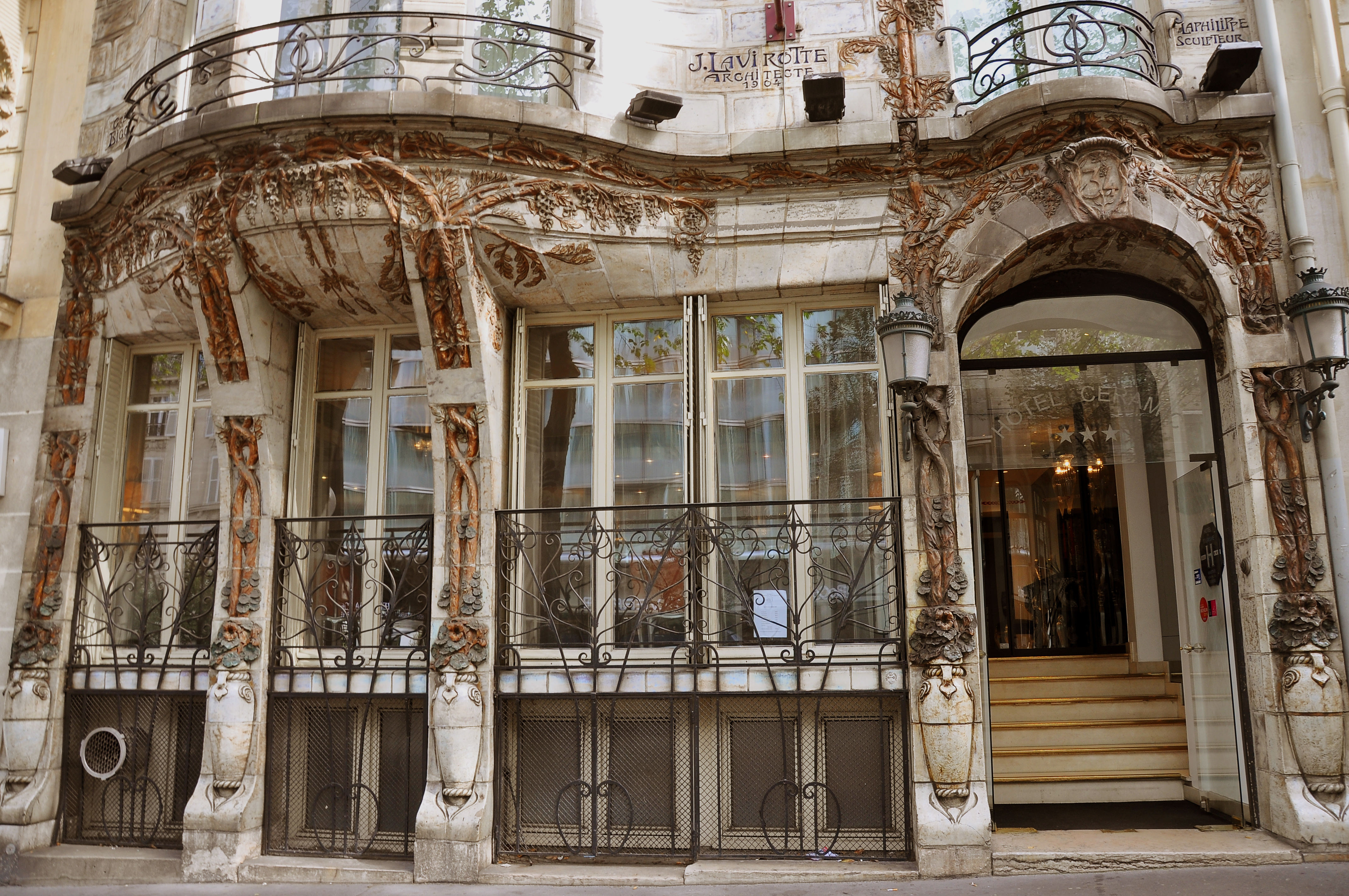
Détail de la façade du Céramic Hôtel.